# هجرة آسيوية إلى الولايات المتحدة
تشير الهجرة الآسيوية إلى الولايات المتحدة إلى الهجرة إلى الولايات المتحدة من جزء من قارة آسيا، ويشمل شرق آسيا، وجنوب شرق آسيا، وجنوب آسيا. استوطن السكان ذوو الأصل الآسيوي تاريخيًا في المنطقة التي أصبحت الولايات المتحدة منذ القرن السادس عشر. حدثت أول موجة كبيرة من الهجرة الآسيوية في أواخر القرن التاسع عشر، بشكل رئيسي إلى هاواي والساحل الغربي للولايات المتحدة. تعرض الأمريكيون الآسيويون للإقصاء، وقيود على الهجرة، وذلك بموجب قانون الولايات المتحدة بين 1875 و 1965، وحُرِم معظمهم من التجنس حتى أربعينيات القرن العشرين. منذ إلغاء قوانين الاستبعاد الآسيوية وإصلاح نظام الهجرة في قانون الهجرة والجنسية لعام 1965، كان هناك زيادة كبيرة في عدد المهاجرين إلى الولايات المتحدة من آسيا.

## نبذة تاريخية

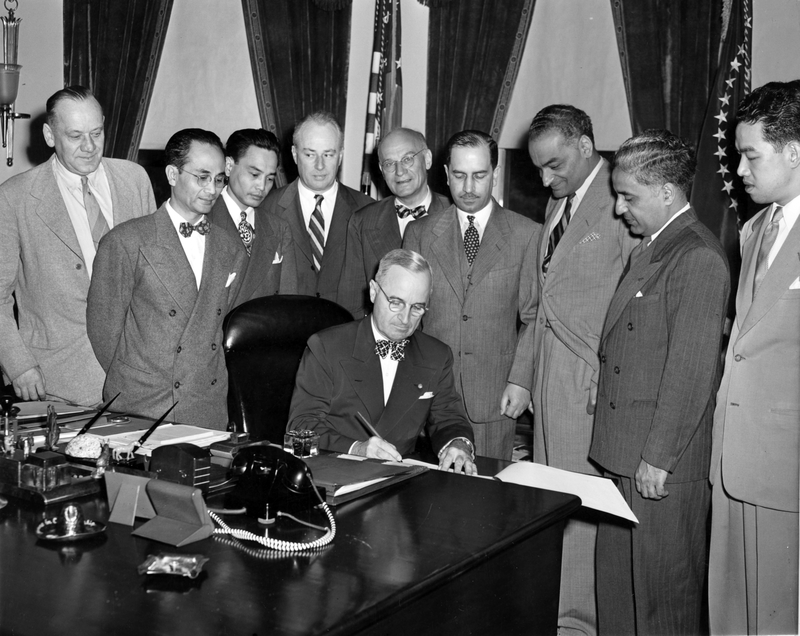
الرئيس ترومان يوقع على قانون لوسي-سيلر لعام 1946.

### الهجرة المبكرة (قبل ثلاثينيات القرن التاسع عشر)
عُرف وصول أول مجموعة ذات أصل آسيوي إلى أمريكا الشمالية بعد بداية الاستعمار الأوروبي، كانوا مجموعة من الفلبينيين المعروفين باسم «لوزونيين» أو هنود لوزون. كان هؤلاء اللوزونيون جزءًا من طاقم السفينة الإسبانية نويسترا سينورا دي بوينا إسبيرانزا. أبحرت السفينة من مانيلا ورست في مورو باي في ما يعرف الآن بساحل كاليفورنيا في 17 أكتوبر 1587 كجزء من تجارة السفن الشراعية بين جزر الهند الشرقية الإسبانية (الاسم الاستعماري لما سيصبح الفلبين) وإسبانيا الجديدة (مستعمرات إسبانيا في أمريكا الشمالية). وصل المزيد من البحارة الفلبينيين على طول ساحل كاليفورنيا عندما كان كلا المكانين جزءًا من الإمبراطورية الإسبانية. بحلول عام 1763، أنشأ «مانيلا مين» أو «تاجالاس» مستوطنة تسمى سانت مالو في ضواحي نيو أورلينز، لويزيانا. وُثِّق وجود الهنود في أمريكا الاستعمارية منذ وقت مبكر في عام 1775. مع تأسيس تجارة الصين القديمة في أواخر القرن الثامن عشر، سُجل وجود مجموعة من التجار الصينيين بصفتهم مقيمين في الولايات المتحدة بحلول عام 1815.

### الموجة الرئيسية الأولى من الهجرة الآسيوية (1850-1917)
بحلول ثلاثينيات القرن التاسع عشر، بدأت مجموعات من شرق آسيا بالهجرة إلى هاواي، حيث أسس الرأسماليون والمبشرون المزارع والمستوطنات. كان المهاجرين الأوائل في الدرجة الأولى من الصين، واليابان، وكوريا، والهند، وروسيا، والفلبين، وكانوا في الغالب عمالًا متعاقدين وعملوا في المزارع. مع ضم هاواي من قبل الولايات المتحدة في عام 1893، عاش عدد كبير من الآسيويين في الأراضي الأمريكية واستمر وصول المزيد من المهاحرين. عندما أسس الرأسماليون الأمريكيون مزارع قصب السكر في هاواي في القرن التاسع عشر، لجأوا، من خلال منظمات مثل جمعية هاواي  الملكية للزراعة، إلى الصينيين كمصدر للعمالة الرخيصة في وقت مبكر من ثلاثينيات القرن التاسع عشر، مع وصول أول عمال متعاقدين رسميين في 1852. شجعت مقاومة عمال المزارع الذين احتجوا على انخفاض الأجور والتوترات بين مختلف مجموعات السكان الأصليين والمهاجرين أصحاب المزارع على استيراد المزيد من العمالة من دول آسيوية مختلفة لإبقاء الأجور منخفضة. في الفترة ما بين 1885 و 1924، «ذهب نحو 30,000 ياباني إلى هاواي بصفتهم كانياكو أيمين، أو عمالًا متعاقدين تحت رعاية الحكومة». بين 1894 و 1924، ذهب ما يقارب 170,000 مهاجر ياباني إلى هاواي بصفتهم عمال متعاقدين مع القطاع الخاص، وأفراد أسر المهاجرين الحاليين، والتجار. لجأ الآلاف من الكوريين إلى هاواي في القرن التاسع عشر بسبب الإمبريالية اليابانية وتزايد الفقر والمجاعة في كوريا، وبتشجيع من المبشرين المسيحيين. هاجر الفلبينيون، الذين كانوا رعايا الاستعمار الأمريكي بعد عام 1898، بـ «عشرات الآلاف» إلى هاواي في القرن التاسع عشر. 
حدثت الموجة الرئيسية الأولى من الهجرة الآسيوية إلى الولايات المتحدة القارية في المقام الأول على الساحل الغربي خلال حمى ذهب كاليفورنيا، بدءًا من خمسينيات القرن التاسع عشر. في حين كان عدد المهاجرين الصينيين أقل من 400 في عام 1848 و 25000 بحلول عام 1852. كان معظم المهاجرين الصينيين في كاليفورنيا، الذين أطلق عليهم اسم غام سان («الجبل الذهبي»)، من مقاطعة غوانغدونغ أيضًا. بحثوا عن ملاذ من صراعات مثل حروب الأفيون وما تلاها من عدم الاستقرار الاقتصادي، وكانوا يأملون في كسب الثروة لإرسالها إلى عائلاتهم.  كما هو الحال في هاواي، بحث  العديد من الرأسماليين في كاليفورنيا وأماكن أخرى (بما في ذلك شمال آدامز، ماساتشوستس) عن المهاجرين الآسيويين لتلبية الطلب المتزايد على العمالة في مناجم الذهب والمصانع وعلى السكك الحديدية العابرة للقارات. سعى بعض أصحاب المزارع في الجنوب إلى العمالة الصينية كوسيلة رخيصة لتحل محل العمل الحر للرق. وصل العمال الصينيون بشكل عام إلى كاليفورنيا بمساعدة وسطاء في هونج كونج وبمساعدة الموانئ الأخرى وذلك بموجب نظام تذاكر الائتمان، حيث كانوا يسددون الأموال التي اقترضوها من الوسطاء بأجورهم عند الوصول. بالإضافة إلى العمال، هاجر التجار أيضًا من الصين، وافتتحوا أعمال ومتاجر، بما في ذلك تلك التي من شأنها أن تشكل بدايات المدن الصينية. 
وصل المهاجرون اليابانيون والكوريون وجنوبي آسيا أيضًا إلى الولايات المتحدة القارية بدءًا من أواخر القرن الثامن عشر وما بعده لتلبية طلبات العمل. كان المهاجرون اليابانيون في المقام الأول من المزارعين الذين واجهوا اضطرابات اقتصادية خلال فترة إصلاح (استعراش) ميجي. بدأوا في الهجرة بأعداد كبيرة إلى الولايات المتحدة القارية (بعد أن هاجروا بالفعل إلى هاواي منذ عام 1885) في تسعينيات القرن التاسع عشر، بعد استبعاد الصينيين.  بحلول عام 1924، ذهب نحو 180,000 مهاجر ياباني إلى الجزء القاري. استمرت الهجرة الفلبينية إلى أمريكا الشمالية في هذه الفترة مع تقارير عن «مانيلا مين» في معسكرات الذهب المبكرة في مقاطعة ماريبوسا، كاليفورنيا في أواخر الأربعينيات من القرن التاسع عشر. في عام 1880 أحصى التعداد  105465 صينيًا و 145 يابانيًا، ما يشير إلى أن الهجرة الآسيوية إلى القارة بحلول هذه النقطة كانت تتكون في المقام الأول من المهاجرين الصينيين، الموجودين بشكل كبير في كاليفورنيا. 
في الستينيات والسبعينيات من القرن التاسع عشر، نما العداء المحلي لوجود العمال الآسيويين في الولايات المتحدة القارية واشتد، مع تشكيل منظمات مثل رابطة الاستبعاد الآسيوية. واعتُبر مهاجرو شرق آسيا، وخاصة الأمريكيون الصينيون الذين شكلوا غالبية السكان في الجزء القاري، «الخطر الأصفر» وعانوا من العنف والتمييز. كانت عمليات الإعدام في الصين شائعة ووقعت هجمات واسعة النطاق أيضًا. كانت مجزرة روك سبرينغز من أبرز أعمال العنف في ذلك الوقت، حيث قتلت عصابة من عمال المناجم البيض ما يقارب 30 مهاجرًا صينيًا لأنهم اتهُموا بأخذ وظائف عمال المناجم البيض. في عام 1875، أصدر الكونغرس قانون بايج، أول قانون مقيد للهجرة. اعترف هذا القانون بالعمال القسريين من آسيا وكذلك النساء الآسيويات اللواتي من المحتمل أن يمارسن البغاء كأشخاص «غير مرغوب فيهم»، والذين مُنعوا منذ ذلك الحين وصاعدًا من دخول الولايات المتحدة. من الناحية العملية، طُبق القانون لوضع استبعاد شبه كامل من دخول النساء الصينيات إلى الولايات المتحدة، ومنع العمال الذكور من جلب أسرهم معهم أو بعدهم.
حظر قانون استبعاد الصينيين لعام 1882 تقريبًا جميع إجراءات الهجرة من الصين، وكان أول قانون هجرة طبق ذلك على أساس العرق أو الأصل القومي. كان هناك بعض الاستثناءات الطفيفة لاختيار التجار والدبلوماسيين والطلاب. كما منع القانون المهاجرين الصينيين من التجنس كمواطنين أمريكيين. كما نص  قانون جيري لعام 1892 على «يشترط على الصينيين تسجيل الشهادة وتأمينها كدليل على حقهم في أن يكونوا في الولايات المتحدة» إذا سعوا إلى مغادرة الولايات المتحدة والعودة إليها، مع السجن أو الترحيل كعقوبات محتملة. على الرغم من تشديد التمييز العنصري في حقبة الاستبعاد حارب المهاجرون الصينيون للدفاع عن حقوقهم الحالية واستمروا في السعي للحصول على حقوق التصويت والتجنيس. بدأ أطفال المهاجرين الصينيين في تطوير «شعور بأنهم يمتلكون هوية مميزة بصفتهم أمريكيين صينيين». في قضية الولايات المتحدة ضد وونغ كيم آرك (1898)، حكمت المحكمة العليا للولايات المتحدة بأن الشخص المولود في الولايات المتحدة لأبوين صينيين مهاجرين يكون مواطنًا أمريكيًا عند الولادة. أنشأ هذا القرار سابقة قضائية مهمة في تفسيره بنود الجنسية في التعديل الرابع عشر لدستور الولايات المتحدة. 